# Aage Wolff-Sneedorff
Aage Wolff-Sneedorff (født 3. januar 1921 på Engelholm Herregård i Snesere, død 6. maj 2003 sammesteds) var kammerherre, hofjægermester, jurist og forstander (bestyrelsesformand) for Herlufsholm Skole og Gods.
Aage Wolff-Sneedorff blev student fra Herlufsholm Skole i 1939 og cand.jur. i 1945, hvorefter han arbejdede som jurist i Udenrigsministeriet frem til 1958, i perioder udsendt til udlandet. Han var ejer af barndomshjemmet Engelholm Herregård 1956-1973, og fra 1973 var han forpagter.
Han var medlem af tilsynsrådet for en række sparekasser og af Administrationsudvalget for Gavnø og Strandegård Godser 1977-89, og han var forstander for Herlufsholm 1979-1990.
Han var søn af hofjægermester, godsejer Knud Wolff-Sneedorff (1888-1958) og gift med Bente Wolff-Sneedorff, der var datter af godsejer, kammerherre, hofjægermester Ove Skeel (1898-1973) og hustru Ingeborg, født Wedell-Wedellsborg (død 1985).